# Monumento a la Marina Universal
El Monumento a la Marina Universal o Monumento a los mártires del mar es un monumento situado en la localidad pontevedresa de Nigrán, en la parroquia de Panjón, construido en 1924, en lo alto de Monteferro (Galicia, España). El monumento fue diseñado por el arquitecto vigués Manuel Gómez Román. 
Es un gran monolito de granito de 25 metros de altura con cuatro coronas de bronce y una escultura de la Virgen del Carmen, patrona de los navegantes, con un niño Jesús en sus brazos. La escultura es obra del escultor malagueño Enrique Marín Higuero.
Se levantó este monumento en honor a los fallecidos en el mar, durante la dictadura de Miguel Primo de Rivera, quien puso la primera piedra. Fue terminado en 1928.
El monumento fue reacondicionado en el año 2005 dotando su base de nuevas instalaciones para el ocio y el recreo familiar, así como con la ampliación de zonas para el aparcamiento destinado a autocares de excursionistas. El monumento es objeto de multitud de críticas por estar erigido en un paraje natural. En el año 2008 fue paralizada la ampliación de sus viales de acceso por la presión ejercida por vecinos opositores y grupos de personas de Vigo y comarca que piden que se incluya a Monteferro en el Parque Nacional de las Islas Atlánticas de Galicia.[cita requerida]